# Deutsch-Bulgarische Gesellschaft
Die Deutsch-Bulgarische Gesellschaft (kurz DBG), eingetragen als Deutsch-Bulgarische Gesellschaft zur Förderung der Beziehungen zwischen Deutschland und Bulgarien e.V., ist ein deutschlandweit aktiver, eingetragener Verein. Sie organisiert Podiumsdiskussionen und wissenschaftliche Tagungen und fungiert als Herausgeber verschiedener Publikationen.

## Geschichte
Die Deutsch-Bulgarische Gesellschaft mit Sitz in Berlin wurde am 1. Dezember 1995 als gemeinnütziger Verein in Marburg auf die Initiative von Wolfgang Gesemann und Helmut Schaller hin gegründet. Am 31. Mai 1996 fand in der Staatsbibliothek zu Berlin die erste Mitgliederversammlung statt.

### Ziele
Ziel der Gesellschaft ist die Unterstützung und Förderung wissenschaftlicher und kultureller Beziehungen zwischen Deutschland und Bulgarien, insbesondere auf sprach-, literatur- und kulturwissenschaftlichem Gebiet. Die Schwerpunkte des Wirkens liegen auf der Veröffentlichung von einschlägiger Literatur, Vortragsveranstaltungen, Symposien und Ausstellungen aus verschiedenen Bereichen der Wissenschaft und Kultur.

### Veröffentlichungen
Bulgarien-Jahrbuch:
Seit 1997 wurde das Bulgarien-Jahrbuch herausgegeben, die Bände von 2009 bis 2013 sind beim Peter Lang Verlag gelistet.

BULGARICA:
Als Nachfolge des Bulgarien-Jahrbuchs gibt die DBG seit 2018 die Jahresschrift BULGARICA heraus. Bislang sind folgende Bände erschienen:
Band 1: Sigrun Comati ; Raiko Krauß ; Helmut Schaller (Hrsg.). Bulgarica 1. München, 2018.
Band 2: Sigrun Comati ; Raiko Krauß ; Helmut Schaller (Hrsg.). Bulgarica 2. München, 2019.
Band 3: Sigrun Comati ; Martin Henzelmann ; Raiko Krauß ; Helmut Schaller (Hrsg.). Bulgarica 3. München, 2020.

Bulgarische Bibliothek begründet von Gustav Weigand. Neue Folge:
Band 1: Gerhard Gesemann. Zweiundsiebzig Lieder des bulgarischen Volkes. Marburg/Lahn, 1996.
Band 3: Karsten Grunewald ; Dimitar Stoilov. Natur- und Kulturlandschaften Bulgariens Landschaftsökologische Bestandsaufnahme, Entwicklungs- und Schutzpotential. München, 1998.
Band 14: Georgi P. Dimitrov. Kultur im Transformationsprozess Osteuropas. Zum Wandel kultureller Institutionen am Beispiel Bulgariens nach 1989. München, 2009.
Band 15: Helmut Schaller (Hrsg.). Symbolae Ecclesiasticae Bulgaricae. Vorträge anlässlich des 80. Geburtstages von Hans-Dieter Döpmann. München, 2011.
Band 16: Helmut Schaller ; Rumjana Zlatanova (Hrsg.). Silvae Bulgaricae. Vorträge vom 6. November 2009 anlässlich des 80. Geburtstages von Dr. Horst Röhling. München, 2012.
Band 17: Helmut Schaller ; Rumjana Zlatanova (Hrsg.). Kontinuität gegen Widerwärtigkeit. München, 2013.
Band 18: Deniza Popova. Authentizität, Medialität und Identität. Weg der Definition und Transformation „authentischer bulgarischer Musiken“. München, 2013.
Band 19: Andreas Pásztory. Brevis Grammatica Bulgarica. Herausgegeben von Kiril Kostov und Klaus Steinke mit einem Nachwort von Sigrun Comati. München, 2013.
Band 20: Jürgen Kristophson ; Rumjana Zlatanova (Hrsg.). Non solum philologus. Vorträge vom 5. November 2010 anlässlich des 70. Geburtstages von Prof. Dr. Dr. h. c. Helmut Wilhelm Schaller. München, 2014.
Band 21: Helmut Wilhelm Schaller. Die bulgarische Sprache in Vergangenheit und Gegenwart. München, 2018.
Band 22: Blagovest Zlatanov. „The Shade of the Balkans“. Autoren und Kontexte der Entstehung. München, 2020.
Band 22: Blagovest Zlatanov. „Der Sofioter Löwe im Käfig“. Modelle, literarische Mystifikationen und Rezeption des Sammelbandes „The Shade of the Balkans“. München, 2020.

Forum: Bulgarien
Band 1: Helmut Schaller ; Rumjana Zlatanova (Hrsg.). Deutsch-Bulgarischer Kultur- und Wissenschaftstransfer. Mit Bibliographien zur „Bulgaristik in Deutschland“ und zu den „Glagolica des Slavenlehrers Konstantin-Kyrill“. Berlin, 2013.
Band 2: Tanya Dimitrova ; Thede Kahl (eds.). Migration from and towards Bulgaria 1989–2011. Berlin, 2013.
Band 3: Gergana Börger. Höflichkeitsformen in bulgarischen, deutschen und russischen Zaubermärchen. Berlin, 2015.
Band 4: Svetoslava Toncheva. Out of the New Spirituality of the Twentieth Century. The Dawn of Anthroposophy, the White Brotherhood and the Unified Teaching. Berlin, 2015.
Band 5: Nasrin Arnold. Zwischen kollektivem Gedächtnis und Neuorientierung. Identitätsmuster der bulgarischen Juden nach dem Holocaust. Berlin, 2018.
Band 6: Gergana Börger ; Sigrun Comati ; Thede Kahl (Hrsg.). Handbuch Bulgarien. Geographie – Geschichte – Sprache – Literatur – Kultur – Gesellschaft und Politik. Berlin, 2019.
Band 7: Jana Fingarova. Agency in Transnational Social Protection: Practices of Migrant Families Between Bulgaria and Germany. Berlin, 2019.

Slawistik:
Band 1: Angela Richter ; Barbara Beyer (Hrsg.). Geschichte (ge-)brauchen. Literatur und Geschichtskultur im Staatssozialismus: Jugoslavien und Bulgarien. Berlin, 2006.
Band 3: Anne Cornelia Kenneweg. Städte als Erinnerungsräume. Deutungen gesellschaftlicher Umbrüche in der serbischen und bulgarischen Prosa im Sozialismus. Berlin, 2009.
Band 8: Martin Henzelmann (Hrsg.). Sprachwissenschaftliche Perspektiven der Bulgaristik. Standpunkte – Innovationen – Herausforderungen. Berlin, 2020.

### Mitglieder
Die Vorstandsschaft wird (Stand Juli 2019) gebildet mit Sigrun Comati (Präsidentin), Raiko Krauß (Vizepräsident), Jürgen Kristophson (Geschäftsführer) sowie Martin Henzelmann, Thede Kahl und Helmut W. Schaller als weiteren Mitgliedern des Präsidiums. Ehrenmitglieder der Gesellschaft sind Ruselina Nicolova und Emilija Staitschewa.